# Turul Romandiei 2011
Turul Romandiei 2011 este a 65-a ediție a Turului Romandiei, care s-a desfășurat în perioada 26 aprilie-1 mai 2011.

## Etape

### Prolog
26 aprilie: Martigny, 3,5 km
Rezultate prolog și clasamentul general după prolog
|    | Ciclist                    | Echipă            | Timp   |
| -- | -------------------------- | ----------------- | ------ |
| 1  | Jonathan Castroviejo (ESP) | Euskaltel-Euskadi | 3' 40" |
| 2  | Taylor Phinney (USA)       | BMC Racing Team   | + 0"   |
| 3  | Leigh Howard (AUS)         | HTC-Highroad      | + 1"   |
| 4  | Geoffroy Lequatre (FRA)    | Team RadioShack   | + 2"   |
| 5  | David Millar (GBR)         | Garmin-Cervélo    | + 2"   |
| 6  | Dennis van Winden (NED)    | Rabobank          | + 3"   |
| 7  | Patrick Gretsch (GER)      | HTC-Highroad      | + 3"   |
| 8  | Mark Renshaw (AUS)         | HTC-Highroad      | + 4"   |
| 9  | Alexander Vinokourov (KAZ) | Astana            | + 4"   |
| 10 | Daniele Bennati (ITA)      | Leopard Trek      | + 4"   |

### Etapa 1
27 aprilie: Martigny – Leysin, 172,6 km
|    | Ciclist                  | Echipă          | Timp       |
| -- | ------------------------ | --------------- | ---------- |
| 1  | Pavel Brutt (RUS)        | Team Katusha    | 4h 27' 41" |
| 2  | Oleksandr Kvachuk (UKR)  | Lampre-ISD      | + 56"      |
| 3  | Branislau Samoilau (BLR) | Team Movistar   | + 1' 15"   |
| 4  | Jack Bobridge (AUS)      | Garmin-Cervélo  | + 1' 23"   |
| 5  | Damiano Cunego (ITA)     | Lampre-ISD      | + 1' 59"   |
| 6  | Beñat Intxausti (ESP)    | Team Movistar   | + 2' 01"   |
| 7  | Cadel Evans (AUS)        | BMC Racing Team | + 2' 03"   |
| 8  | Chris Froome (GBR)       | Team Sky        | + 2' 05"   |
| 9  | David López García (ESP) | Team Movistar   | + 2' 05"   |
| 10 | Simon Špilak (SLO)       | Lampre-ISD      | + 2' 05"   |

|    | Ciclist                    | Echipă            | Timp       |
| -- | -------------------------- | ----------------- | ---------- |
| 1  | Pavel Brutt (RUS)          | Team Katusha      | 4h 31' 26" |
| 2  | Oleksandr Kvachuk (UKR)    | Lampre-ISD        | + 1' 00"   |
| 3  | Branislau Samoilau (BLR)   | Team Movistar     | + 1' 22"   |
| 4  | Jack Bobridge (AUS)        | Garmin-Cervélo    | + 1' 31"   |
| 5  | Alexander Vinokourov (KAZ) | Astana            | + 2' 04"   |
| 6  | Gorka Verdugo (ESP)        | Euskaltel-Euskadi | + 2' 04"   |
| 7  | Cadel Evans (AUS)          | BMC Racing Team   | + 2' 06"   |
| 8  | Steve Morabito (SUI)       | BMC Racing Team   | + 2' 08"   |
| 9  | Damiano Cunego (ITA)       | Lampre-ISD        | + 2' 08"   |
| 10 | Beñat Intxausti (ESP)      | Team Movistar     | + 2' 09"   |

### Etapa 2
28 aprilie: Romont – Romont, 171,8 km
|    | Ciclist                    | Echipă          | Timp       |
| -- | -------------------------- | --------------- | ---------- |
| 1  | Damiano Cunego (ITA)       | Lampre-ISD      | 4h 10' 53" |
| 2  | Cadel Evans (AUS)          | BMC Racing Team | + 2"       |
| 3  | Alexander Vinokourov (KAZ) | Astana          | + 2"       |
| 4  | Rui Costa (POR)            | Team Movistar   | + 2"       |
| 5  | David López García (ESP)   | Team Movistar   | + 2"       |
| 6  | Beñat Intxausti (ESP)      | Team Movistar   | + 2"       |
| 7  | Andrew Talansky (USA)      | Garmin-Cervélo  | + 2"       |
| 8  | Tony Martin (GER)          | HTC-Highroad    | + 2"       |
| 9  | Denis Menșov (RUS)         | Geox-TMC        | + 2"       |
| 10 | Pieter Weening (NED)       | Rabobank        | + 2"       |

|    | Ciclist                    | Echipă            | Timp       |
| -- | -------------------------- | ----------------- | ---------- |
| 1  | Pavel Brutt (RUS)          | Team Katusha      | 8h 43' 39" |
| 2  | Damiano Cunego (ITA)       | Lampre-ISD        | + 38"      |
| 3  | Cadel Evans (AUS)          | BMC Racing Team   | + 42"      |
| 4  | Alexander Vinokourov (KAZ) | Astana            | + 42"      |
| 5  | Gorka Verdugo (ESP)        | Euskaltel-Euskadi | + 46"      |
| 6  | Steve Morabito (SUI)       | BMC Racing Team   | + 50"      |
| 7  | Beñat Intxausti (ESP)      | Team Movistar     | + 51"      |
| 8  | Oliver Zaugg (SUI)         | Leopard Trek      | + 51"      |
| 9  | Pieter Weening (NED)       | Rabobank          | + 51"      |
| 10 | Thomas Rohregger (AUT)     | Leopard Trek      | + 52"      |

### Etapa 3
29 aprilie: Thierrens – Neuchâtel, 165,7 km

### Etapa 4
30 aprilie: Aubonne – Bougy-Villars, 20,1 km (contratimp individual)

### Etapa 5
1 mai: Champagne – Geneva, 164,6 km

## Rezultate
| Etapa  | Câștigător                 | General Classification ·   | Clasament cățăratori ·     | Clasament pe puncte ·  | Clasamentul tinerilor ·    | Clasament pe echipe  |
| ------ | -------------------------- | -------------------------- | -------------------------- | ---------------------- | -------------------------- | -------------------- |
| P      | Jonathan Castroviejo (EUS) | Jonathan Castroviejo (EUS) | nu s-a acordat             | nu s-a acordat         | Jonathan Castroviejo (EUS) | HTC-Highroad (THR)   |
| 1      | Pavel Brutt (KAT)          | Pavel Brutt (KAT)          | Oleksandr Kvachuk (LAM)    | Pavel Brutt (KAT)      | Jack Bobridge (GRM)        | Lampre-ISD (LAM)     |
| 2      | Damiano Cunego (LAM)       | Pavel Brutt (KAT)          | Oleksandr Kvachuk (LAM)    | Pavel Brutt (KAT)      | Peter Stetina (GRM)        | Movistar Team (MOV)  |
| 3      | Alexander Vinokourov (AST) | Pavel Brutt (KAT)          | Oleksandr Kvachuk (LAM)    | Dario Cioni (SKY)      | Peter Stetina (GRM)        | Movistar Team (MOV)  |
| 4      | David Zabriskie (GRM)      | Cadel Evans (BMC)          | Oleksandr Kvachuk (LAM)    | Dario Cioni (SKY)      | Andrew Talansky (GRM)      | Garmin-Cervélo (GRM) |
| 5      | Ben Swift (SKY)            | Cadel Evans (BMC)          | Chris Anker Sørensen (SBS) | Matthias Brändle (GEO) | Andrew Talansky (GRM)      | Garmin-Cervélo (GRM) |
| 0Final | 0Final                     | Cadel Evans (BMC)          | Chris Anker Sørensen (SBS) | Matthias Brändle (GEO) | Andrew Talansky (GRM)      | Garmin-Cervélo (GRM) |